# Người chủ trì
Người chủ trì hay người cử hành là nhân vật dẫn dắt chính thức của một buổi lễ, buổi tiệc, sự kiện có dàn cảnh, có tổ chức, buổi hội thảo, hội nghị hay bất kỳ một buổi trình diễn nào đó tương tự.
Ngày nay, người chủ trì thường để chỉ nhân vật đứng ra giới thiệu hay lăng xê cho các nghệ sĩ biểu diễn, phát biểu hay diễn thuyết trước công chúng khán thính giả, bày trò mua vui cho mọi người và nói chung lại là duy trì hoạt động cho sự kiện. Thuật ngữ này còn được dùng trong ngành công nghiệp giải trí, ví dụ như ám chỉ đến những người dẫn chương trình trò chơi truyền hình, hay như trong nền văn hóa nhạc dance điện tử (EDM) và hip hop đương đại.

## Tên gọi

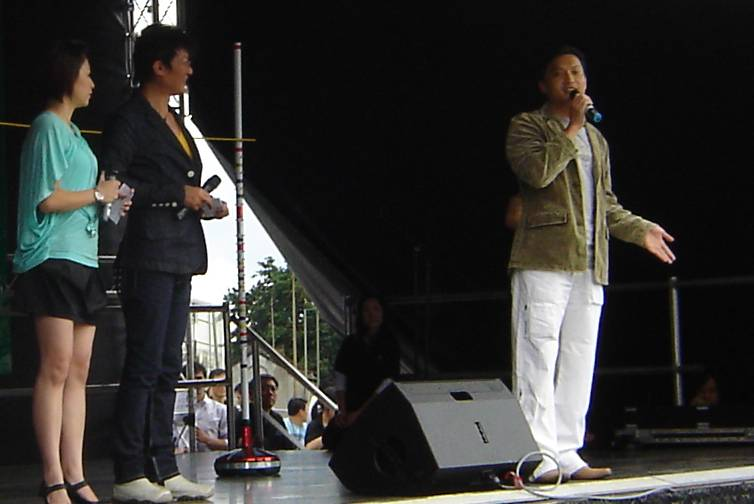
Ảnh chụp Trần Cẩm Hồng đứng cùng với các nghệ sĩ trực thuộc đài TVB, khi đang ở Anh Quốc trong vai trò là người dẫn dắt các vị khách mời tại sự kiện quảng bá cho Gala Happy Family của hãng TVB Châu Âu

Trong bối cảnh thông tục, bình dân thì các từ có thể thay thế cho người chủ trì hay người cử hành là: tay/tên/gã/kẻ cò khách hay người dẫn dắt (tiếng Pháp: compère) đối với nam giới, commère (từ tiếng Pháp của dân chợ búa hay phường chợ búa) đối với nữ giới. Những người này có sự tương đồng nhất định với người chủ trì ở vai trò dẫn dắt, chèo kéo hay mồi chài đám đông người xung quanh. Ngoài ra còn có một loạt tên gọi khác có thể thay thế được cho cụm từ người chủ trì như: người dẫn chương trình, người lăng xê, người giới thiệu chương trình, xướng ngôn viên, điều phối viên, hoạt náo viên, người phát biểu, chủ tiệc, chủ xị, chủ tọa, chủ lễ.